# أبو العباس (فيل)

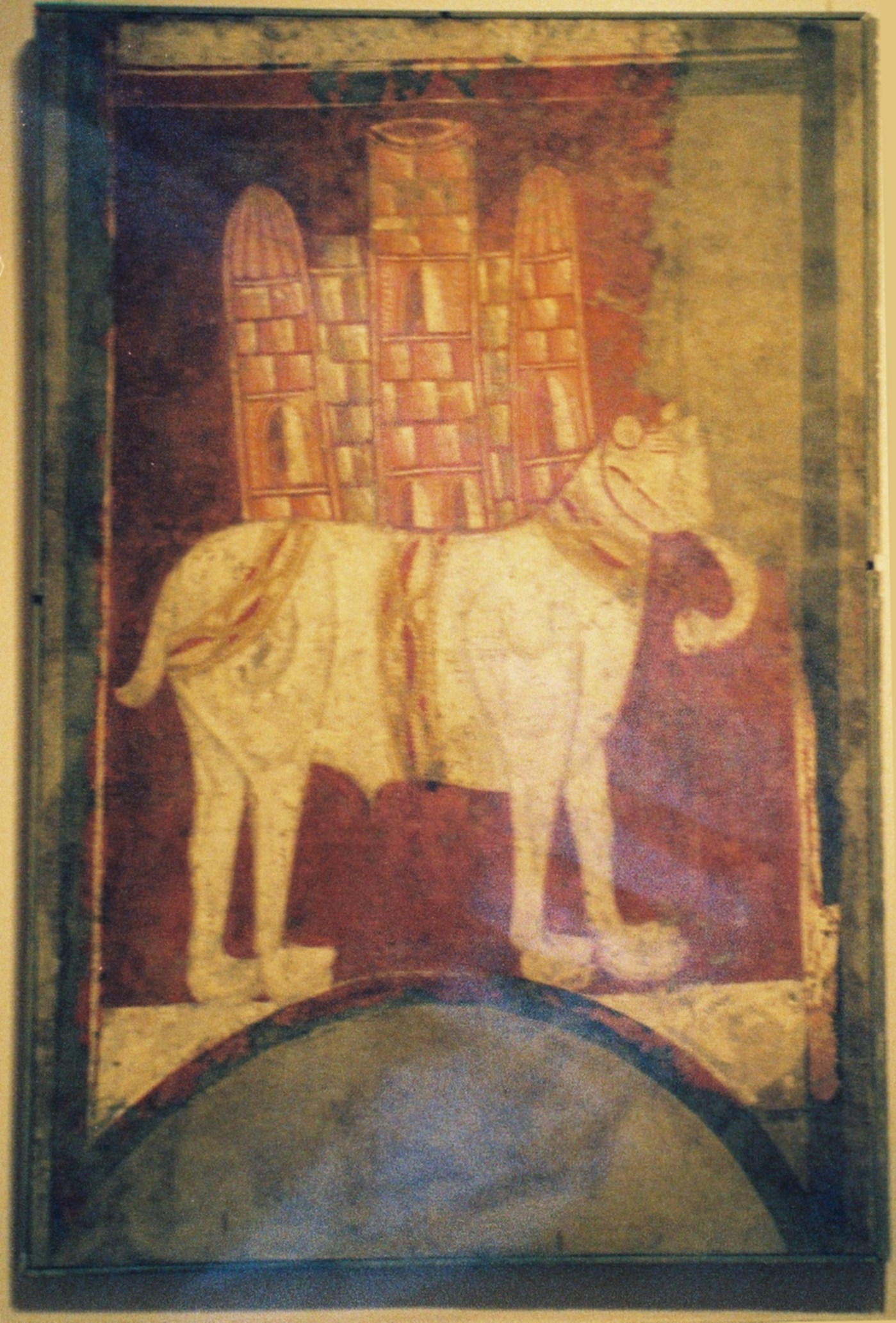
صورة لفيل حربي أبيض من القرن الحادي عشر، إسبانيا

أبو العباس (اللاتينية:  Abul Abaz) وأيضا (اللاتينية: Abulabaz) هو فيل آسيوي أهداه الخليفة العباسي هارون الرشيد للإمبراطور شارلمان ملك الفرنجة. وقد ظهر اسم ذلك الفيل وسُجِّلت أحداث تدور حول حياته في الإمبراطورية الكارولنجية في حوليات مملكة فرنسا (اللاتينية: Annales regni Francorum) ، ويطلق عليها أيضا حوليات الفرنج الملكية  وأيضا يذكر الفَقِيه الفرنجي اينارد - وهو أحد رجال الحاشية الملكية - الفيل في كتابه حياة شارلمان (اللاتينية: Vita Karoli Magni).. على الرغم من ذلك، لم يتم العثور على مراجع تذكر تلك الهدية في السجلات العباسية، ولا ذكر لأي تفاعلات مع شارلمان، ربما لأن الرشيد اعتبر حاكم الفرنج أقل من أن يذكره.